# Mangueira
Mangueira es un barrio de la Zona Norte del municipio de Río de Janeiro, Brasil, de la Región Administrativa VII - San Cristóbal (RA VII), y el Área de Planeamento 1 (AP 1). Es conocido por la escuela de samba del barrio, Estação Primeira de Mangueira, varias veces campeona del carnaval de Río de Janeiro.
Desde sus inicios, el barrio acogió a una comunidad de familias pobres que se asentaron en viviendas precarias en las colinas.

## Toponimia
El nombre Mangueira viene de los abundantes árboles de mango (en portugués, mangueiras) que había en la región cuando comenzó a poblarse, en el Siglo XIX. Uno de los primeros en usar el nombre fue una fábrica de sombreros que se instaló en la zona en la década de 1850, y cambió rápidamente su nombre de 'Fernandes Braga' a 'Fábrica das Mangueiras'. Con la llegada del ferrocarril en 1861, el área quedó entre las estaciones São Cristóvão y São Francisco Xavier, por lo que los pasajeros que querían descender allí pedían al maquinista que aminorara la marcha en la zona de las mangueiras; en 1889 se inauguró la estación que sirve al barrio y fue llamada Estación Mangueira, lo que finalmente impuso su uso.

## Límites

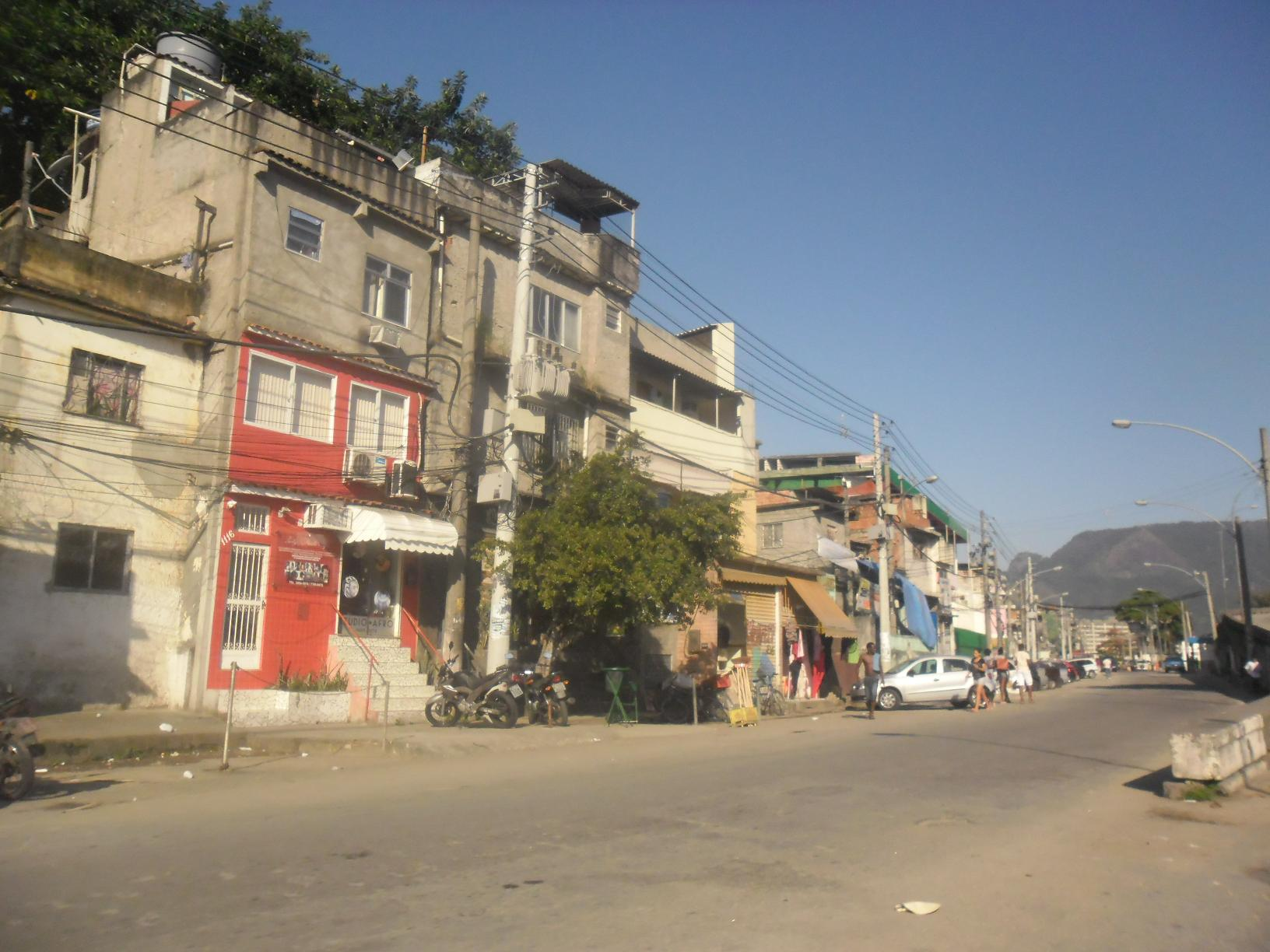

Mangueira limita al norte con el barrio Benfica, al este con San Cristóbal, al sur con Maracaná y al oeste con São Francisco Xavier.

## Datos generales
Según los resultados provisorios del censo de 2022, Mangueira tiene 18.247 habitantes, lo que representa un aumento de 412 pobladores desde el censo de 2010. Tiene un total de 7123 domicilios particulares.

## Historia
A finales del Siglo XIX, en tierras donadas por el emperador Pedro II a Francisco de Paula Negreiros de Saião Lobato, Vizconde de Niterói, familias pobres aprovecharon el fallecimiento del vizconde y se asentaron en la colina entonces conocida como Pedregulho. La colina comenzó a denominarse Morro do Telégrafo después de que en 1852 se montara en la vecina Quinta de Boa Vista el primer telégrafo del país, lo que llevó a instalar postes para este fin en toda el área.
Esclavos que escaparon de la residencia de la familia imperial brasileña (hoy Palacio de San Cristóbal, sede del Museo Nacional) se asentaron en el Morro do Telégrafo, pero hubo un mayor aumento de la población cuando en 1888 se abolió la esclavitud en Brasil.
Después de la proclamación de la República, los alrededores del antiguo palacio quedaron abandonados y el gobierno municipal decidió en 1908 urbanizar el área. Las casas de alrededor del 9º Regimiento de Caballería fueron demolidas, y los soldados formaron asentamientos irregulares en todo el cerro, al igual que las familias expulsadas de las barriadas del centro. En 1916 también se asentaron en el lugar las familias que perdieron sus viviendas en un incendio en el Morro de Santo Antônio, en el centro de la ciudad.
El nombre Morro do Telégrafo se mantuvo para un sector, mientras empezaron a surgir las distintas comunidades que se llamaron Buraco Quente, Chalé, Pendura Saia, Santo Antônio, Caboclo, Faria, Curva da Cobra, Olaria, Pedra, Parque Candelária, Loteamento, Três Tombos, Vila Esperança, Rinha, Bartolomeu Gusmão y otras favelas, que en su conjunto pasaron a denominarse Complejo del Morro da Mangueira.

### El samba en Mangueira
Reunidos en torno a la cultura popular y religiosa heredada de sus ancestros africanos, los moradores de Mangueira fueron pioneros de los carnavales cariocas. En la década de 1910 comenzaron a formarse grupos de samba y se creó el Bloco da Velha Guarda da Mangueira. Más tarde se fundó el Bloco dos Arengueiros, germen del Grêmio Recreativo Escola de Samba (GRES) Estação Primeira de Mangueira. La escuela de samba se fundó en 1928 y cuatro años más tarde participó del primer desfile de carnaval de Río de Janeiro, debut en el que logró su primer campeonato.
La primera escuela pública construida en una favela carioca se inauguró en 1936 en la favela Buraco Quente del Morro da Mangueira. Se llama Humberto de Campos y continúa funcionando.
Descendientes del Vizconde de Niterói intentaron desalojar en 1935 a los moradores de Morro da Mangueira y recuperar las tierras, pero el prefecto Pedro Ernesto le dio su apoyo a la comunidad y el intento no prosperó.
El decreto municipal número 3158, del 23 de julio de 1981, estableció la denominación oficial y la delimitación del barrio Mangueira, integrado en el Área de Planeamiento 1, Región Administrativa VII - San Cristóbal, con código de barrio 012 (posteriormente modificado a 011).

### Falta de servicios y narcotráfico
Con apoyo estatal, la escuela de samba de Mangueira promovió proyectos sociales, lo que en 1987 dio origen a la Villa Olímpica de Mangueira, que ofrece enseñanza y práctica de deportes de manera gratuita a los integrantes de la comunidad. Pero, más allá de estas iniciativas, el barrio seguía mostrando problemas de estructura urbana, principalmente por la falta de atención de servicios básicos como la recolección de residuos.
En 1996, el programa estatal Favela-Bairros llega a Mangueira con intervenciones urbanísticas. Pero al mismo tiempo se desarrollaron grupos armados que controlaron el narcotráfico en las favelas, que en el caso de Morro da Mangueira comenzó en la década de 1980 con la organización Comando Vermelho.
En la primera década de 2000 tuvieron su apogeo los bailes funk en las favelas. En Buraco Quente se hacía el más popular de Mangueira, que fue objetivo de la policía por el consumo de drogas y la presencia de grupos armados.
La Policía aseguró que en junio de 2011 controló el narcotráfico y expulsó a los narcotraficantes de Mangueira, y en noviembre de ese mismo año se instaló en el barrio una Unidad de Policía Pacificadora (UPP), en la que estaba previsto que actuaran unos 400 agentes de la policía militarizada. El gobierno de Rio de Janeiro buscaba así disminuir los índices de violencia y crimen con vistas a la realización del Mundial de Fútbol de 2014 y los Juegos Olímpicos de 2016, más aún en cercanías del estadio Maracaná.

## Transporte
El barrio cuenta con una estación de trenes urbanos (operada por SuperVia), la estación Mangueira/Jamelão, que atiende los ramales Deodoro, Santa Cruz, Japeri, Saracuruna y Belford Roxo. Inaugurada en 1889, sumó en 2008 el nombre de Jamelão en honor a uno de los más célebres cantantes de samba de la ciudad. Si bien no funciona como parada de trenes desde 2014, en 2016 reabrió como conexión peatonal (a través de una pasarela de 77 metros) con la estación intermodal de Maracaná, donde funcionan las estaciones de trenes y de metro.

## Escuela de samba Estação Primeira de Mangueira
El Bloco dos Arengueiros debutó en el carnaval de 1923 y cinco años después, el 28 de abril de 1928, se fundó el Grêmio Recreativo Escola de Samba Estação Primeira de Mangueira al reunirse con el resto de los blocos carnavalescos del barrio. Sus fundadores fueron Angenor de Oliveira (de seudónimo Cartola), Abelardo da Bolinha, Carlos Moreira de Castro (Carlos Cachaça), José Gomes da Costa (Zé Espinguela), Euclides Roberto dos Santos (Seu Euclides), Marcelino José Claudino (Seu Maçu), Pedro Paquetá y Saturnino Gonçalves (Seu Saturnino), quien fue nombrado presidente. Sus colores distintivos fueron desde el inicio verde y rosa.

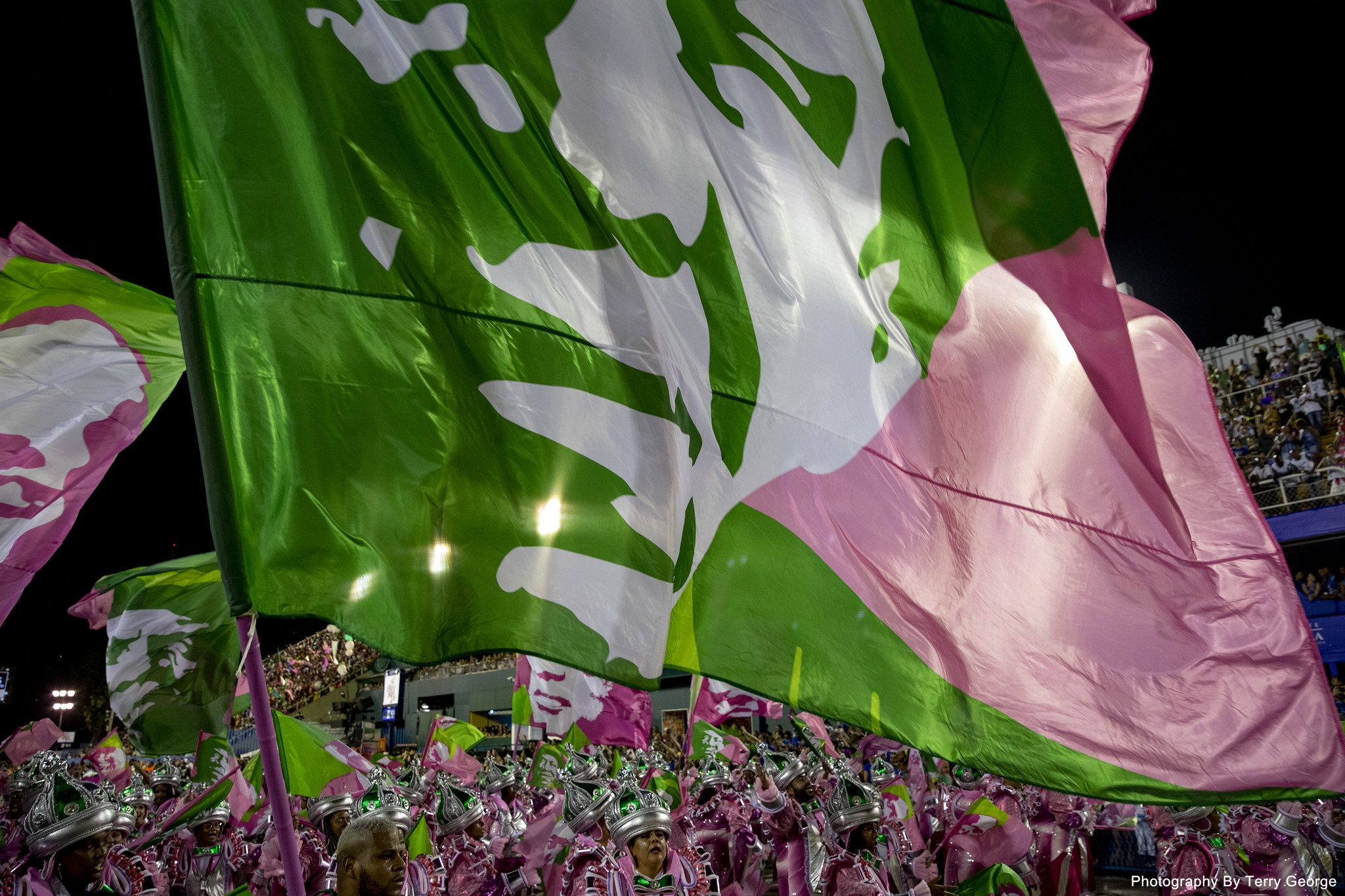
Desfile de Mangueira en el Sambódromo en 2019, cuando se consagró campeona.

En 1932 se presentaron al primer desfile de escuelas de samba de la ciudad con el samba-enredo «Sorrindo Ou Na Floresta» y salieron campeones. Mangueira es una de las escuelas que más títulos conquistó, con un total de veinte (hasta 2024): en 1932, 1933, 1934, 1940, 1949, 1950, 1954, 1960, 1961, 1967, 1968, 1973, 1984, 1986, 1987, 1998, 2002, 2016 y 2019, además del supercampeonato de 1984 que se celebró por única vez por la inauguración del Sambódromo del Marqués de Sapucaí. También suma 19 subcampeonatos, convirtiéndose en la escuela de samba que más veces obtuvo el segundo puesto en los desfiles de primera división.
Uno de sus artistas más destacados fue José Clementino Bispo dos Santos, más conocido como Jamelão, fallecido en 2008 y habitualmente mencionado como uno de los mejores cantantes de samba-enredo de la historia. Asimismo, Estação Primeira de Mangueira fue homenajada en canciones de reconocidos artistas como Tom Jobim, Chico Buarque, Nelson Cavaquinho y Paulinho da Viola.